# Wiktorija Jakuscha

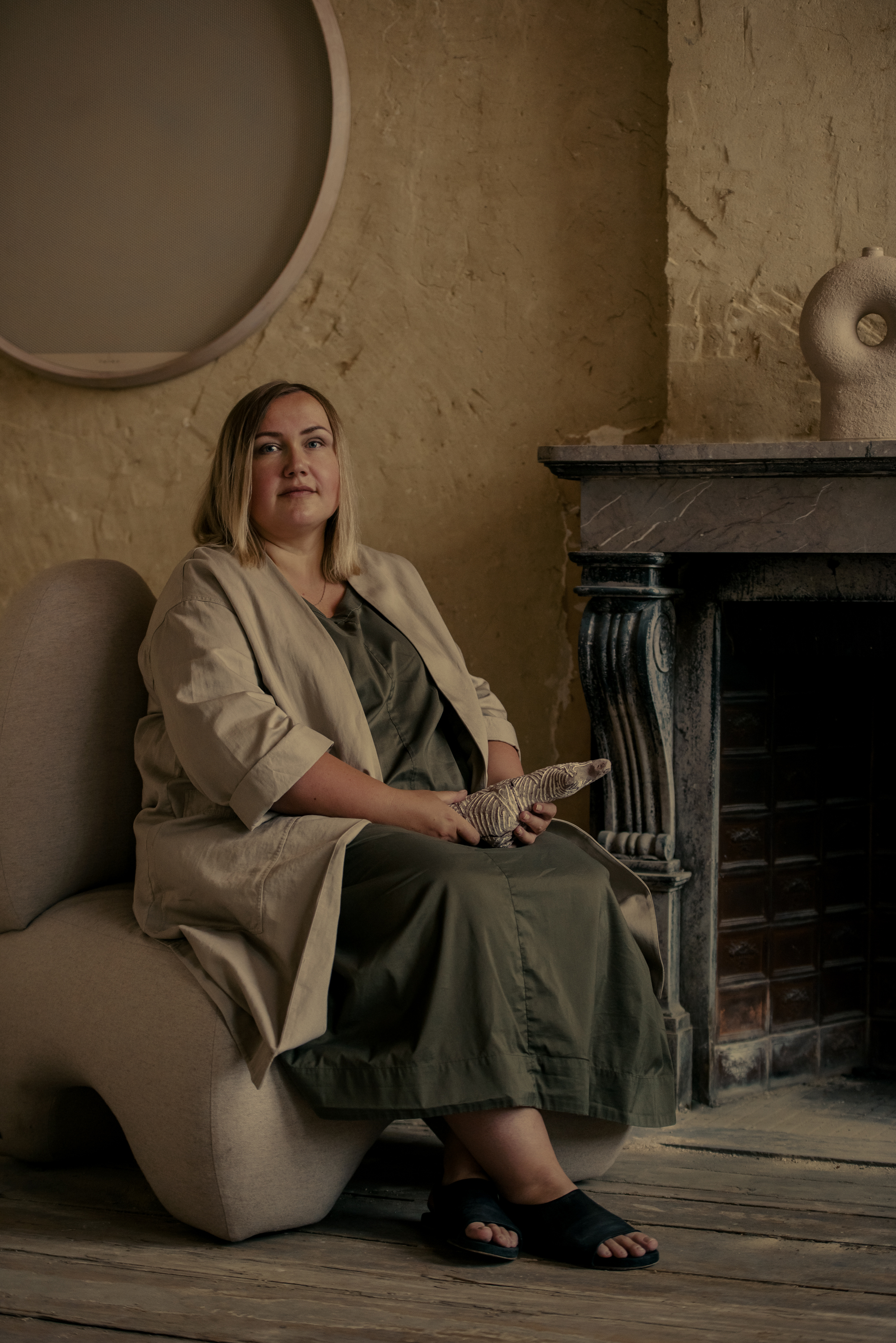
Wiktorija Jakuscha, 2022

Wiktorija Walerijiwna Jakuscha (ukrainisch Вікторія Валеріївна Якуша, englisch Victoria Yakusha; * 1982 in Dnipro) ist eine ukrainische Architektin, Designerin und Künstlerin, Gründerin des Architekturstudios Yakusha und der Designmarke Faina.

## Leben und Wirken
Wiktorija Jakuscha studierte Architektur an der Prydniprovska Staatlichen Akademie für Bauwesen und Architektur in Dnipro und am Institut national des sciences appliquées in Straßburg.
Im Jahr 2006 gründete Jakuscha das multidisziplinäre Designstudio Yakusha Design.
Als Reaktion auf die soziokulturellen Veränderungen in der Ukraine nach der Revolution der Würde gründete Viktoriia Yakusha 2014 Faina, eine Marke für Möbel-, Dekor- und Lichtdesign, die auf dem ukrainischen Kulturerbe basiert.
Anfang 2019 eröffnete Wiktorija Ya Vsesvit in Kiew, einen Raum für Künstler, der ein Atelier, einen FAINA-Showroom und einen Vortragssaal beinhaltet.
Im Jahr 2020 eröffnete die Architektin das Faina-Haus in Brüssel und 2021 die Faina-Galerie in Antwerpen.
Im Jahr 2022 beteiligte sich Yakusha Studio am Programm zur Wiederherstellung der von der russischen Invasion in der Ukraine betroffenen Städte und entwickelte ein Konzept für die Entwicklung und den Wiederaufbau von Tschernihiw.
Zur Ausstellung der Werke von Marija Prymatschenko in der Saatchi Gallery in London im Jahr 2023 präsentierte das Architekturbüro Yakusha das Konzept für den Museumskomplex der Künstlerin.
Wiktorija Jakuscha widmet sich dem ukrainischen Kulturerbe und der Wiederbelebung von nachhaltigem Kunsthandwerk, das vom Verschwinden bedroht ist. In ihren Projekten setzt die Designerin auf Minimalismus, indem sie ethnische Motive und umweltfreundliche Materialien in ihre Innenräume integriert. Sie interpretiert traditionelle Symbole neu, wie die der Cucuteni-Tripolje-Kultur, die auf dem Gebiet der Ukraine entstanden war.

## Ausstellungen (Auswahl)
- 2022: Design Miami/Basel, Miami
- 2022: Designblok, St. Gabriel, Prag
- 2020: Stockholm Design Week, Stockholm

## Auszeichnungen (Auswahl)
- 2019: ArtSpace Design Award, Ukraine[11]
- 2021: Dezeen Awards (The best interior in the Bars & Restaurants category)[12]
- 2022: Design Miami/Basel (The best Curio Show of the Year, FAINA Gallery)[13]